# トリメチルグリシン
トリメチルグリシン（N,N,N-トリメチルグリシン、N,N,N-trimethylglycine）とは、グリシンの窒素が四級アンモニウムの形までメチル化した構造を持つ有機化合物。アンモニウムとカルボキシラートアニオンとを分子内に含み、広義のベタイン（分子内に安定な正負両電荷を持つ化合物、双性イオン）の一種である。CAS登録番号は [107-43-7]。TMG、グリシンベタインまたは単にベタイン、無水ベタインなどとも呼ばれる。
多くの生物体内に存在し、野菜、キノコなどの食物にも含まれる。特にテンサイ (Beta) に多量に含まれ、ベタイン (Betaine) の名はこれに基づく。現在もテンサイ糖蜜から抽出されている。水によく溶ける。

## 食品中の含量
| 食材       | 含量 (mg/100g) |
| ---------- | -------------- |
| 小麦ふすま | 1339           |
| 小麦胚芽   | 1241           |
| ほうれん草 | 600-645        |
| ビート     | 114-297        |
| エビ       | 219            |
| 小麦パン   | 201            |

| 食材                  | 含量 (mg/100g) |
| --------------------- | -------------- |
| キヌア                | 630.40         |
| ケロッグ オールブラン | 360.00         |
| ライ麦                | 146.10         |
| ビート(生)            | 128.70         |
| ほうれん草(生)        | 102.60         |
| 小麦パン              | 85.2           |
| パスタ(調理済み)      | 68.0           |
| サツマイモ(焼き芋)    | 34.6           |

## 利用
食品添加物（既存添加物）として扱われる。少し苦味のある甘味を呈し、うま味を増したり味をまろやかにする効果がある。化粧品などの保湿剤としても用いられる。
生体内でメチル基供与体として働くことから、高ホモシステイン血症（動脈硬化の危険因子とされる）の治療に用いることが提唱されている。
トリメチルグリシンは DNAシークエンシングなどで、PCR やその他の DNAポリメラーゼ反応の助剤として用いられる。DNA の二次構造形成を防ぐ（GC含量の多い配列の融解温度を下げるためとされる）ことにより、これらの反応が正常に進行しない問題を解決することができる。

## 生化学機能
哺乳類においてトリメチルグリシンは以下の３つの機能が知られている。
- 腎髄質細胞などに蓄積して細胞外高浸透圧を調整する(有機浸透圧調整物質)
- 変性条件下におけるたんぱく質の構造安定化
- ホモシステインをメチオニンに変換する反応においてメチル基を供与する(メチルドナー)

トリメチルグリシンは、コリン、葉酸、ビタミンB12、およびS-アデノシルメチオニンと共に機能する。
ホモシステインをメチオニンに変換する反応では、ベタイン—ホモシステイン—S—メチル基転移酵素 (BHMT, E.C. 2.1.1.5, 亜鉛含有金属酵素)反応にて、メチル基を供与するメチルドナーとして機能する。
trimethylammonioacetate + L-homocysteine {\displaystyle \rightleftharpoons } dimethylglycine + L-methionine
※trimethylammonioacetateはトリメチルグリシンのIUPAC名である。

## 誘導体
トリメチルグリシンと塩酸との塩が、ベタイン塩酸塩（塩酸ベタイン）である。CAS登録番号 [590-46-5]。ベタイン塩酸塩は弱酸性で、酸味がある。消化促進剤として用いられており、胃酸分泌が不足している人に有用とされる。
トリメチルグリシンのアルキル化誘導体は界面活性剤（ベタイン系界面活性剤）として、シャンプーや化粧品などに配合される。